# Technische communicatie
Technische communicatie is het vakgebied dat zich bezighoudt met de overdracht van instructieve informatie. Technische communicatie omvat het selecteren, ontwerpen en presenteren van informatie om mensen te ondersteunen bij het optimaal inrichten en uitvoeren van hun activiteiten. Die activiteiten kunnen gericht zijn op het uitvoeren van een taak, het gebruiken van een product of het werken met complexe systemen. Of het nu gaat om het invullen van een formulier, het programmeren van een dvd-speler of het onderhouden van een energiecentrale, technische documentatie stelt de gebruiker in staat om een activiteit zo veilig, goed, effectief en plezierig mogelijk uit te voeren. Om dit te bereiken, moet technische documentatie toegankelijk, taakgericht, bruikbaar en begrijpelijk zijn. In één woord: gebruiksvriendelijk.

## Waarom technische communicatie
Goede ondersteuning vergroot de tevredenheid van eindgebruikers, draagt bij tot een goed imago van het product en leidt tot klantentrouw. Onleesbare gebruiksaanwijzingen zijn niet alleen een bron van ergernis en vermaak, maar leiden ook tot gebruiksfouten. Met goede technische documentatie kan een bedrijf gebruiksfouten voorkomen, zich vrijwaren van aansprakelijkheid en zich onderscheiden van concurrenten. Bovendien helpt goede technische documentatie besparen op de kosten van andere gebruikersondersteuning: gebruikers die toegankelijke, taakgerichte, bruikbare en begrijpelijke informatie ontvangen, nemen minder snel contact op met de klantenservice of interne ondersteuningsafdeling.

## Voorbeelden van technische documentatie
- Gebruiksaanwijzingen en handleidingen
- Elektronische helpbestanden zoals online help
- Veiligheidsvoorschriften
- Trainingsmateriaal voor klassikale training, e-learning of zelfstudie
- Formulieren
- Stroomschema's of applicaties die een gebruiker door een complex proces leiden.

## Specialismen
Binnen het vakgebied technische documentatie bestaan verschillende specialismen. In de praktijk bestaat er overlap tussen deze functies. 
- Technisch schrijver / Technisch auteur: schrijft instructieve en informatieve teksten voor verschillende doelgroepen en voor verschillende media.
- Information design specialist / Informatieontwerper: stroomlijnt het ontwikkelingsproces van technische documentatie: van planning tot vertalen en reproductie.
- Technisch illustrator: is expert op het gebied van visualisering van informatie, bijvoorbeeld het maken van technische illustraties of het onderbrengen van stappen in een stroomdiagram.
- Interaction designer: ontwerpt interactieve digitale producten, omgevingen, systemen en diensten.

## Fasen in de ontwikkeling van technische documentatie
- Organiseren en coördineren: Tijdens de eerste fase van het ontwikkelproces plant de technisch schrijver het documentatieproject. Aan de orde komen onder andere aanpak, tijdsplanning, beslismomenten en mijlpalen. Ook worden afspraken gemaakt over wie op welk moment welke informatie aanlevert.
- Informatie verzamelen en analyseren: Tijdens deze fase in het documentatieproces stelt een technisch schrijver het doel en de doelgroep van de communicatie vast. Vervolgens selecteert hij geschikte media en analyseert hij de informatiebehoefte van de gebruiker. Hiertoe dient hij kennis te vergaren over het product of het onderwerp waarvoor de technische documentatie wordt ontwikkeld. Een goede technisch schrijver weet welke informatie hij zoekt, zoekt relevante bronnen, stelt vragen aan technisch specialisten, ontwikkelaars en managers en verifieert de gevonden informatie bij de specialisten met wie hij samenwerkt. Indien nodig onderzoekt hij ook aanpalende onderwerpen.
- Schrijven en illustreren: In de schrijffase zal de technisch schrijver de verzamelde informatie organiseren, indexeren en categoriseren. Vervolgens legt hij de betrokkenen een conceptversie voor. In deze eerste versie van de documentatie heeft de technisch schrijver een voorlopige inhoud en structuur gemaakt en is de informatie uitgewerkt in hoofdstukken, paragrafen of andere modulen. In deze fase worden de teksten geschreven en wordt het maken van illustraties in gang gezet.
- Redigeren en corrigeren: In de correctiefase worden de inhoud, de stijl en de taal verbeterd. In dit stadium zal de technisch schrijver de volledigheid, nauwkeurigheid, beknoptheid en duidelijkheid controleren. Meestal is er sprake van meerdere schrijf- en correctierondes. In de praktijk komt het vaak voor dat een technisch schrijver bestaand tekstmateriaal gebruikt. Technisch schrijven is dan ook vaak een combinatie van het redigeren van bestaand materiaal en het schrijven van nieuwe teksten.
- Valideren en controleren: Tijdens de validatiefase wordt getest of de documentatie volledig, correct, bruikbaar en toegankelijk is. Meestal wordt hiertoe een gebruikerstest afgenomen. Uit de test wordt duidelijk hoe de gebruiker de tekst interpreteert en of de documentatie aansluit bij de informatiebehoefte van de gebruiker. Als de gebruikerstest daar aanleiding toe geeft, zal de documentatie worden aangepast.
- Vertalen en lokaliseren: Als de documentatie gereed is, kan zij vertaald worden naar een of meer andere talen. Technisch schrijvers die hierin gespecialiseerd zijn, kunnen een brontekst vertalen of het vertaalproces begeleiden. Om een product en productinformatie geschikt te maken voor gebruik in andere landen, is alleen het vertalen van teksten vaak niet voldoende. Soms moeten aanpassingen worden gemaakt met het oog op andere regels en gewoonten. Dit wordt ‘lokaliseren’ genoemd. Lokalisatie kan verschillende werkzaamheden omvatten: van het aanpassen van symbolen of kleurgebruik tot het herinrichten van de gebruikersomgeving, bijvoorbeeld wanneer de schermteksten in de doeltaal een afwijkende lengte hebben.
- Publiceren: De laatste fase van het ontwikkelingsproces betreft het publiceren van de documentatie. Dit kan zijn het drukken van een papieren handleiding, het online zetten van informatie, het plaatsen van tekst in een helpbestand of het overzetten van de informatie op andere beeld-, geluid- en informatiedragers, zoals cd-rom’s of dvd’s. Technisch schrijvers kunnen deze processen uitvoeren of begeleiden.